# Christensenella minuta
Christensenella minuta ist eine Bakterienart. Es zählt zu dem Mikrobiom des Menschen. Das Mikrobiom im menschlichen Darm besteht aus mikrobiellen Gemeinschaften, welche einen Einfluss auf den Wirt haben. Es wird seit längeren intensiv daran geforscht, das Mikrobiom durch Hinzugabe von bestimmten Bakterien, sogenannten Probiotika, zu verändern und somit klinisch einzusetzen. Probiotika sind lebende, nicht-pathogene Mikroorganismen, die in der richtigen Dosis positive physiologische Wirkungen auf das Wirtssystem haben. Christensenella minuta könnte hierbei eine interessante Rolle spielen, so z. B. bei der Behandlung von entzündlichen Darmerkrankungen.

## Merkmale
Christensenella minuta ist streng anaerob, toleriert also keinen Sauerstoff. Es ist unbeweglich, Flagellen sind nicht vorhanden. Sporen werden ebenfalls nicht gebildet. Die Zellen sind kurze, gerade Stäbchen mit verjüngten Enden. Der Gram-Test verläuft negativ.

## Stoffwechsel und Wachstum

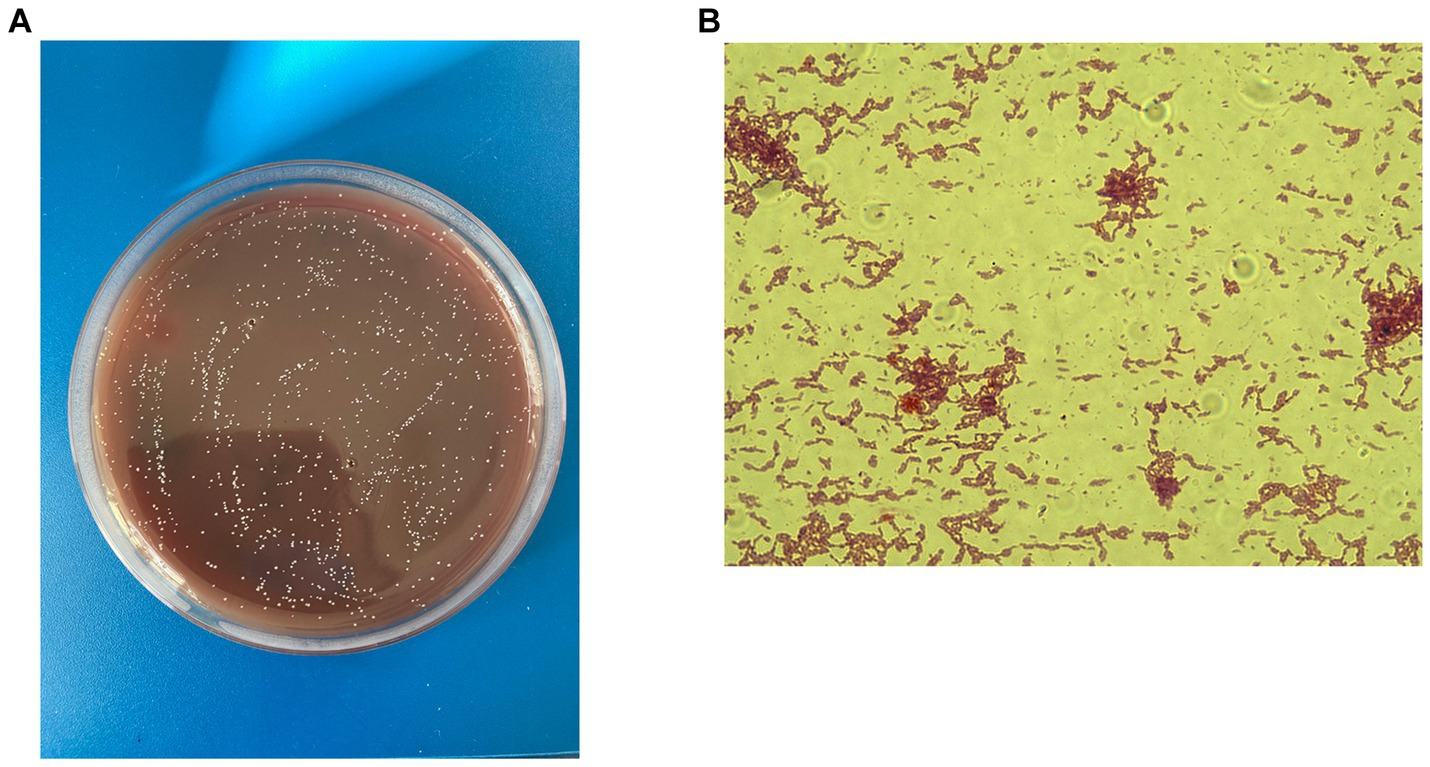
Christensenella minuta Stamm VKM B-3687D: (A) Gram-Färbung und (B) Kolonien im Schädler Agar

Christensenella minuta ist anaerob, toleriert allerdings Sauerstoff.
Es nutzt die Gärung von Kohlenhydraten zur Energiegewinnung. Es zeigt Wachstum bei Temperaturen zwischen 25 und 43 °C, bestes Wachstum erfolgt bei 37 °C. Es toleriert noch hohe pH-Werte von bis zu 9 pH.
Zur Gärung werden u. a. N-Acetylglucosamin, D-Mannitol, Maltotriose, D-Mannose, L-Fucose, D-Fructose, D-Galactose und D-Glucose genutzt. Die Endprodukte der Glukosegärung sind Essigsäure (Acetat) und geringe Mengen Buttersäure (Butat).
Die Enzyme Katalase, Oxidase und Urease sind nicht vorhanden. Auch eine Hydrolyse (Spaltung) von Aesculin und Gelatin findet nicht statt. Nitrat wird ebenfalls nicht reduziert und Indol wird nicht gebildet.
Der GC-Gehalt der DNA von Christensenella minuta  beträgt 51,3 mol%.

## Systematik
Die Art Christensenella minuta wurde im Jahr 2012 beschrieben und ist die Typusart der Gattung Christensenella. Die Biologie zählt zu der Familie Christensenellaceae innerhalb der Klasse Clostridia. Im Februar zählten 6 Arten zu der Gattung, neben Christensenella minuta sind dies: C. hongkongensis, C. intestinihominis, C. massiliensis,  C. tenuis und C. timonensis.

## Mögliche Nutzung
Christensenella minuta zählt zu dem sogenannten Mikrobiom innerhalb von Wirbeltieren einschließlich des Menschen. So produziert es innerhalb des Darms viel Acetat (Essigsäure) und winzige Mengen von Butyrat (Buttersäure) als Endprodukte ihres Energiestoffwechsels. Diese Säuren zählen zu den sogenannten kurzkettigen Fettsäuren, im englischen als "short-chain fatty acid" (SCFA) bezeichnet. Solche Säuren sind wichtig innerhalb des Darms bei der Energieerzeugung und der Gesundheit des Wirtes. Tatsächlich kommt das Bakterium bei Personen, die an entzündlichen Darmerkrankungen leiden, in deutlich geringeren Mengen vor oder fehlen ganz. Es hat eine starke entzündungshemmende Wirkung: So kann es zur Verringerung der IL-8-Zytokin beitragen.
Hierbei handelt es sich um ein Zytokin, das hauptsächlich an Entzündungsreaktionen beteiligt ist.
Die Verringerung geschieht durch Hemmung des für die schnelle Einleitung von Immunreaktionen verantwortlichen NF-kB-Signalwegs. C. minuta kann weiterhin das Darmepithel schützen und fördert die Heilung der Schleimhaut. Weitere Studien von nah verwandten Stämmen deuten darauf hin, dass es außerdem einen positiven Einfluss auf Stoffwechselstörungen wie Diabetes und Fettleibigkeit haben könnte. So wurde bei einer Untersuchung festgestellt, das C. minuta bei Personen mit niedrig bis normalem Body-Mass-Index (BMI) in größeren Mengen vorkommt, als im Vergleich zu Personen mit übergewichtigem BMI. Im Gegensatz zu den oben erwähnten Aussagen, die darauf hindeuten, dass ein erhöhter Gehalt an C. minuta tendenziell vorteilhaft ist, wurde über eine Darmdysbiose mit einem erhöhten Vorkommen von C. minuta bei Parkinson-Patienten berichtet. Dies müsste noch weiter untersucht werden (Stand 2023).

## Genutzte Literatur
- Masami Morotomi, Fumiko Nagai, Yohei Watanabe: Description of Christensenella minuta gen. nov., sp. nov., isolated from human faeces, which forms a distinct branch in the order Clostridiales, and proposal of Christensenellaceae fam. nov. In: International Journal of Systematic and Evolutionary Microbiology. Band 62, Nr. 1, 1. Januar 2012, ISSN 1466-5026, S. 144–149, doi:10.1099/ijs.0.026989-0.
- Birbal Singh, Gorakh Mal, Rajkumar Singh Kalra, Francesco Marotta: Non-lactic Acid Bacteria and Other Novel Probiotics. In: Probiotics as Live Biotherapeutics for Veterinary and Human Health, Volume 1. Springer Nature Switzerland, Cham 2024, ISBN 978-3-03165454-1, S. 141–158, doi:10.1007/978-3-031-65455-8_7.